# NGC 1618
NGC 1618 (również PGC 15611) – galaktyka spiralna z poprzeczką (SBb), znajdująca się w gwiazdozbiorze Erydanu. Odkrył ją William Herschel 1 lutego 1786 roku.